# Liste der Naturschutzgebiete in Münster
Die Liste der Naturschutzgebiete in Münster enthält die Naturschutzgebiete der kreisfreien Stadt Münster in Nordrhein-Westfalen.

## Liste
| Schlüsselnr. | Gebietsname          | Fläche in ha | Bild                     |
| ------------ | -------------------- | ------------ | ------------------------ |
| MS-001       | Wolbecker Tiergarten | 13,0600      | weitere Bilder           |
| MS-002       | Huronensee           | 10,4500      | weitere Bilder           |
| MS-003       | Dabeckskamp          | 1,6300       |                          |
| MS-004       | Bonnenkamp           | 4,2800       |                          |
| MS-005       | Große Bree           | 62,9942      | weitere Bilder           |
| MS-006       | Feuchtgebiet Handorf | 13,0600      |                          |
| MS-007       | Auwald Stapelskotten | 8,6200       | NSG Auwald Stapelskotten |
| MS-008       | Emsaue               | 33,2000      |                          |
| MS-009       | Rottbusch            | 15,8900      |                          |
| MS-010       | Rieselfelder Münster | 228,1864     | weitere Bilder           |
| MS-011       | Gelmerheide          | 12,3900      | weitere Bilder           |
| MS-012       | Vorbergs Hügel       | 311,1600     | NSG Vorbergs Hügel       |
| MS-013       | Emsaue               | 132,3851     | weitere Bilder           |
| MS-014       | Davert               | 785,5248     | weitere Bilder           |